# Winsen (Schleswig-Holstein)
Pour les articles homonymes, voir Winsen.
Winsen est une commune allemande du Schleswig-Holstein, située dans l'arrondissement de Segeberg (Kreis Segeberg), à quatre kilomètres à l'est de Kaltenkirchen. Winsen est l'une des neuf communes de l'Amt Kisdorf dont le siège est à Kattendorf.